# Celeste
Celeste Epiphany Waite (* 5. května 1994, Culver City, Kalifornie, USA) je britská zpěvačka a skladatelka. V roce 2019 se stala šestou umělkyní, která zvítězila ve anketě BBC Sound of... a v témže roce vyhrála cenu Rising Star na Brit Awards. Debutové album Not Your Muse vydala v roce 2021. Vyneslo jí nominace na album roku, nejlepší sólovou umělkyni a nejlepšího nového umělce na Brit Awards 2021 a také cenu Mercury 2021. Téhož roku byla nominována na Oscara za nejlepší původní píseň za spoluautorství „Hear My Voice“ z filmu Chicagský tribunál (2020).

## Život

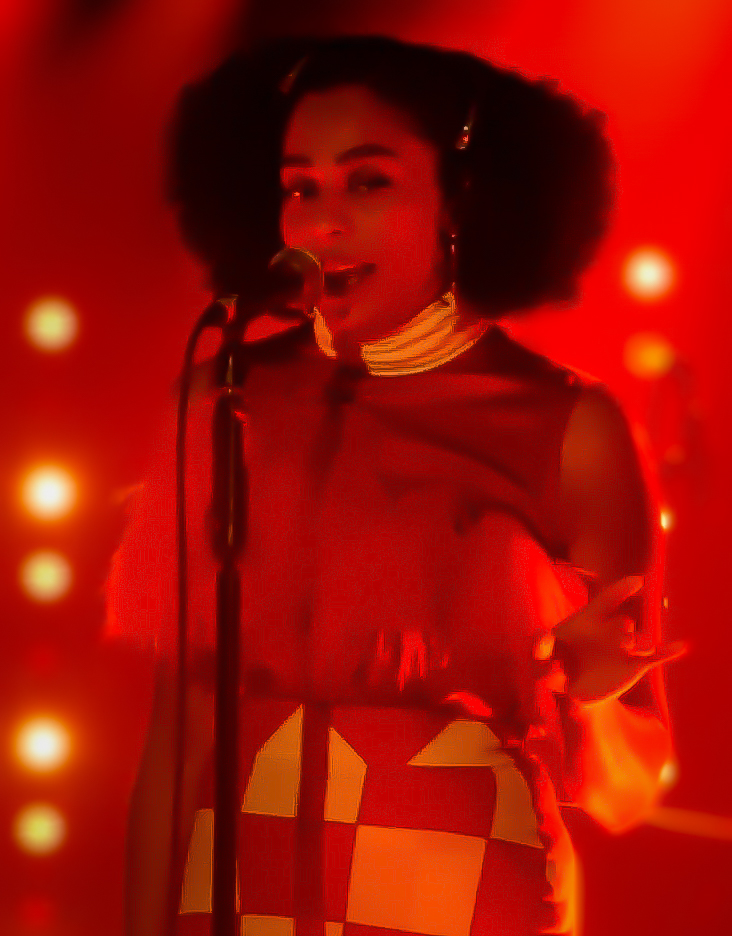
Celeste v Omeara v roce 2019

Celeste se narodila v Kalifornii anglické matce a jamajskému otci. Matka pracovala jako vizážistka. Po rozchodu rodičů, když byly Celeste tři roky, se přestěhovala s matkou do Velké Británie. O dva roky později se usadily na předměstí Brightonu.
Zpěv v brightonském kostele patří k prvním hudebním vzpomínkám Celeste.
O hudbu se začala zajímat poté, co objevila Arethu Franklin, Billie Holiday a Ellu Fitzgerald. K vlastní tvorbě ji ve 14 letech inspirovali mj. Thelonious Monk, Koko Taylor nebo Sun Ra.  
Když bylo Celeste 16 let, její otec zemřel ve věku 49 let na rakovinu plic.
Smrtí otce byla inspirována její první píseň „Sirens“, kterou tehdy napsala se svými bývalými spoluhráči. Píseň zveřejnila na YouTube, kde si jí všiml její pozdější manažer. O dva roky později odehrála v Brightonu a okolí své první koncerty.
Jejím sólovým debutem byla EP The Milk & the Honey (2017). Po podpisu smlouvy s Polydor Records v roce 2018 vydala své druhé EP Lately (2019). Své první studiové album Not Your Muse vydala v roce 2021.